# I vizi morbosi di una governante
I vizi morbosi di una governante è un film del 1977, diretto da Filippo Walter Ratti.

## Trama
La giovane contessa Ileana giunge nella ricca magione di famiglia con i suoi amici: per lo più hippy e studenti appartenenti a movimenti sovversivi. La ricca magione è abitata dal padre di Ileana, paraplegico ed oramai incapace di comunicare a seguito di una grave paralisi e dal fratello minore della ragazza, alienato mentale dedito all'imbalsamazione degli animali. Nella dimora risiedono anche Berta (la governante), un altro domestico ed il medico di famiglia. Alcuni dei ragazzi invitati da Ileana vengono inspiegabilmente uccisi. L'assassino uccide le vittime estirpando loro i bulbi oculari. Il tutto fa credere che l'assassino sia il giovane fratello di Ileana. In realtà l'assassina è Berta, la governante. Con la complicità del medico e del maggiordomo aveva architettato tutto per essere la sola erede della fortuna del conte. Quando si rende conto che il medico e il maggiordomo non sono disposti a coprire i suoi omicidi, perde la testa ed uccide anche loro, venendo scoperta dal commissario di polizia.